# Estatua de los rederos

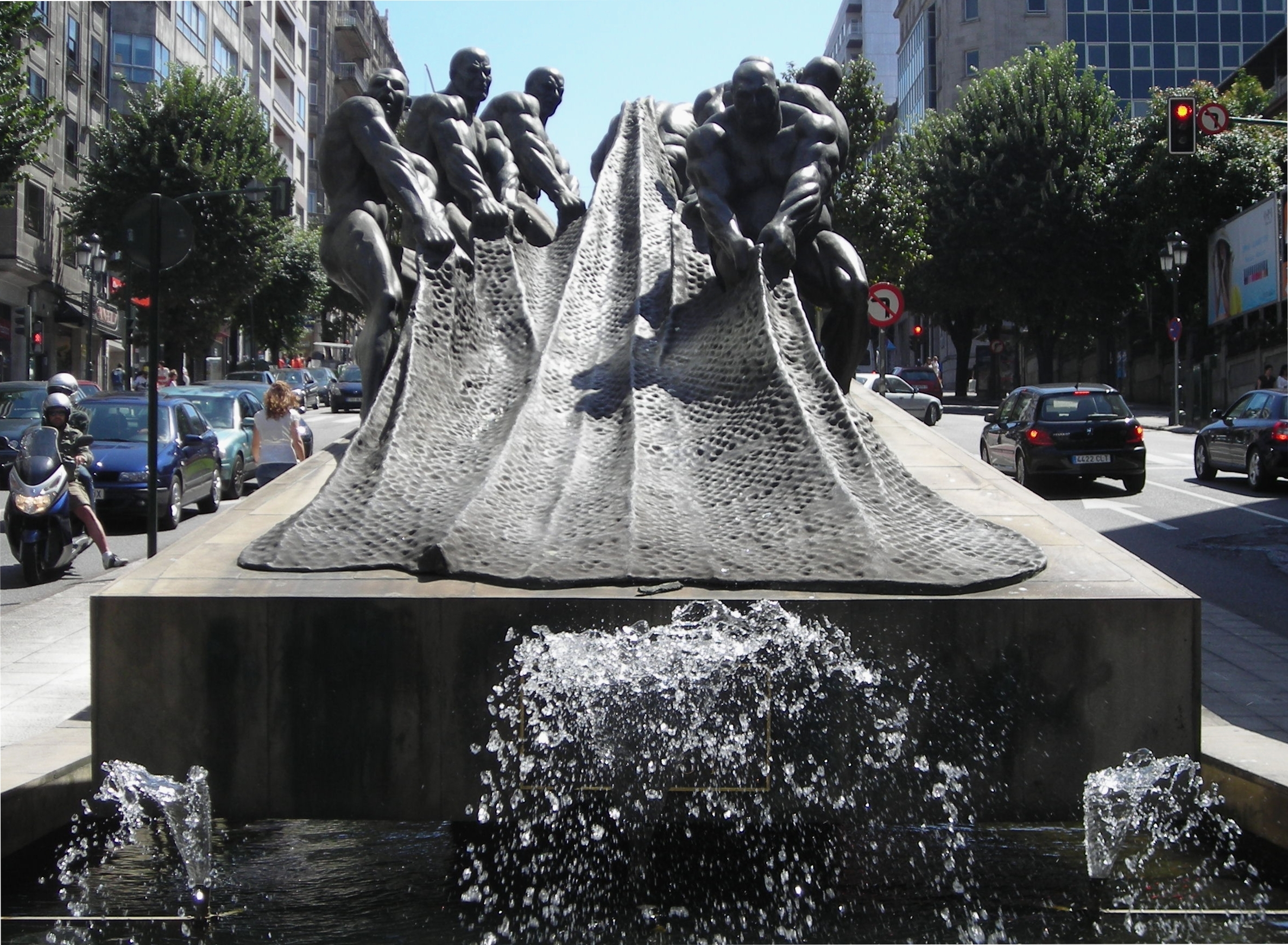
Estatua de los rederos.

La Estatua de los rederos, también llamada Monumento al Trabajo o popularmente Los forzudos es un grupo escultórico de 1991 obra del artista orensano Ramón Conde que está situado en el bulevar al comienzo de la avenida de la Gran Vía casi en la intersección con la Calle de Urzaiz, en la ciudad de Vigo.

## Características
Está formado por siete marineros desnudos hechos en bronce que empujan una red que sale de un mar representado por un chorro de agua a modo de fuente. El grupo escultórico tiene una longitud de 8,50 metros; 2,50 de alto y 3 de ancho. La escultura se encuentra en una plataforma de hormigón revestida de granito, y se rodea de la fuente mencionada. Se exageró mucho el físico de los hombres para representar la fuerza y el esfuerzo de la gente del mar con una gran musculatura.
Su elaboración comenzó en el año 1987, y finalizó en una fundición madrileña en 1990.

## Significado
Ramón Conde es una de las figuras más destacadas del arte gallego del siglo XX, y con esta obra quiso hacer un homenaje a la fuerza de los trabajadores del mar.

## Galería de imágenes

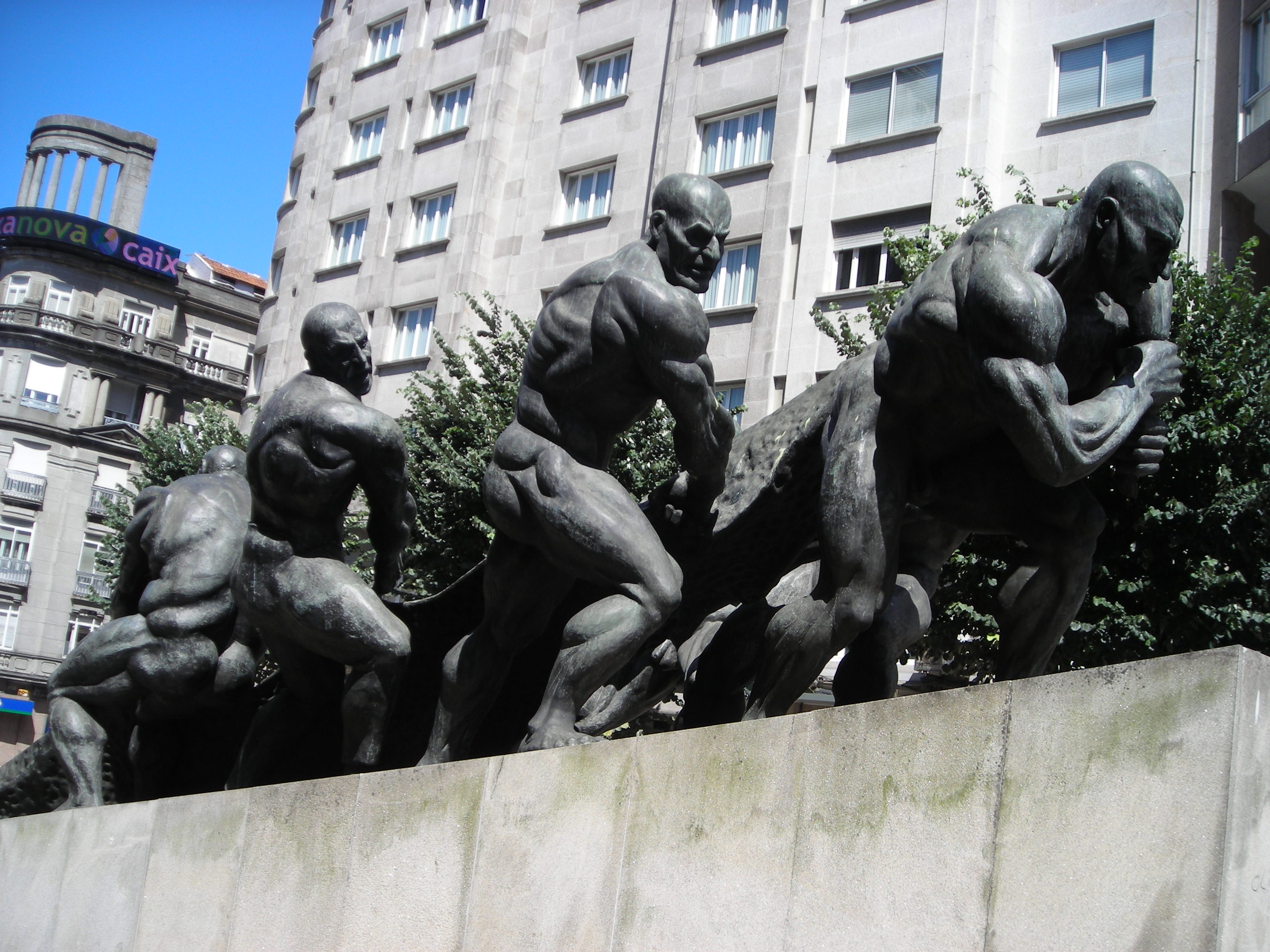
Detalle de la escultura.